# Miša Dimitrijević
Miša Dimitrijević (en serbe cyrillique : Миша Димитријевић ; né le 12 février 1841 à Novi Sad et mort le 4 janvier 1890 à Novi Sad) est un journaliste et un homme politique serbe de l'empire d'Autriche et de l'Autriche-Hongrie.

## Biographie
Miša Dimitrijević est né 1841 à Novi Sad, à une époque où la Voïvodine était sous la domination des Habsbourgs. Ancien élève du Tekelijanum de Pest, il étudie à la faculté de droit de la ville, dont il sort diplômé. Il est impliqué dans le Mouvement de la jeunesse, une organisation serbe, et, à plusieurs reprises, il est élu secrétaire de son comité central. En 1871, après l'interdiction du mouvement en Voïvodine, il participe à la création de l'Association pour l'unification et la libération des Serbes à Cetinje.

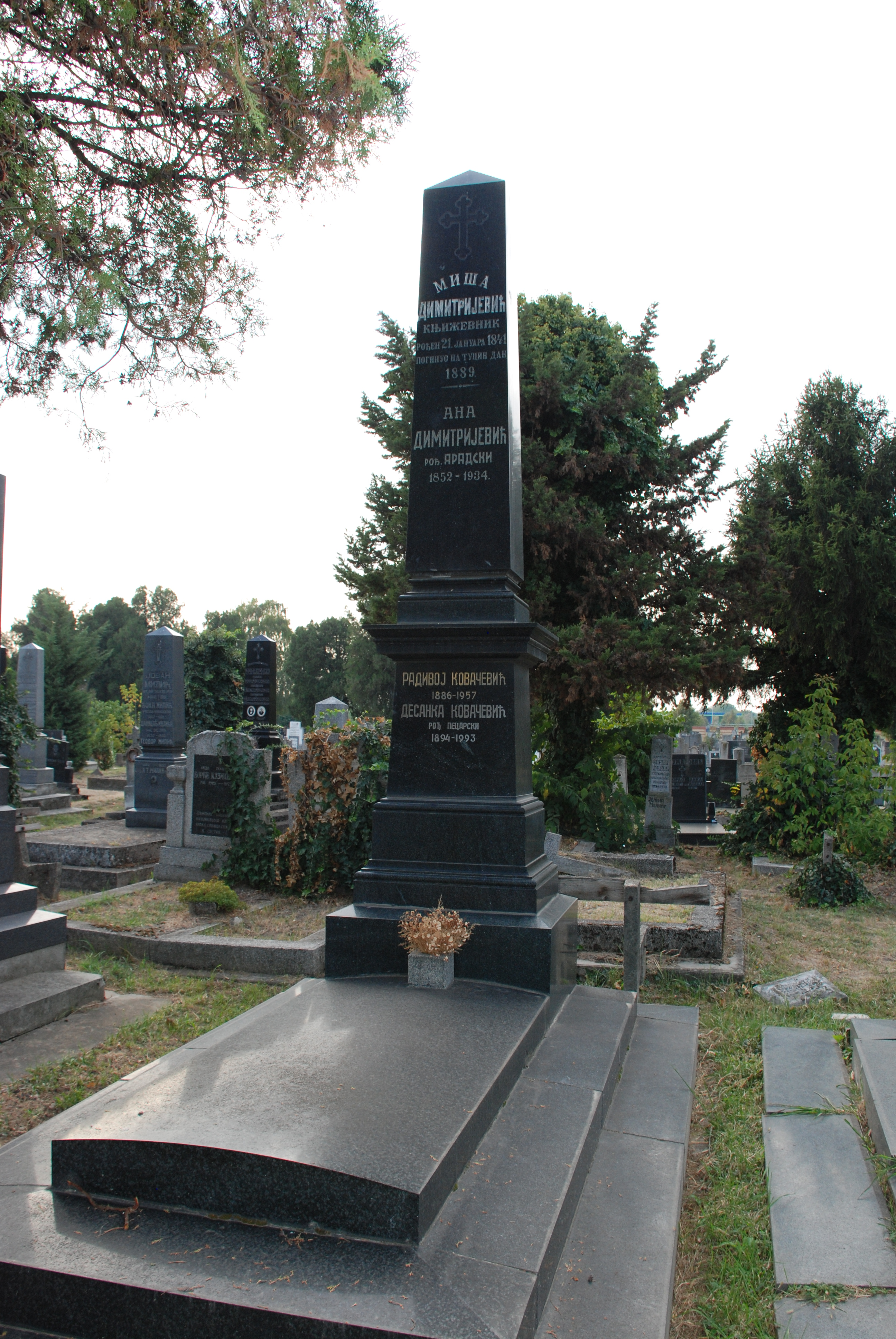
La tombe de Miša Dimitrijević dans le cimetière d'Almaš à Novi Sad

De retour à Novi Sad, il devient un proche collaborateur de Svetozar Miletić et, de 1879 à 1886, il est député au Conseil de l'Église orthodoxe serbe de Sremski Karlovci où, après le retrait de Miletić de la vie politique, il devient le chef de la majorité parlementaire et participe à la lutte contre le patriarche German.
À plusieurs reprises, Miša Dimitrijević exerce la fonction de vice-président du département littéraire de la Matica srpska, la plus importante institution serbe de la période autrichienne. Après la dissolution du Parti national serbe de Svetozar Miletić, il devient le chef du Parti libéral serbe en Voïvodine. Il a travaillé la mairie de la ville et il a fait partie de son sénat.
Miša Dimitrijević était le propriétaire et le rédacteur en chef du journal Branik, membre de la rédaction du journal Zastava et collaborateur du périodique Srpsko kolo. Il a également publié des articles critiques dans la Chronique de la Matica srpska (en serbe : Letopis Matice srpske).
Miša Dimitrijević est mort le 4 janvier 1890, tué par Jaša Tomić, le rédacteur en chef du journal Zastava, à cause d'une querelle journalistique devenue une affaire personnelle. La dramaturge Radomir Putnik s'est inspiré de ce meurtre pour écrire un « drame documentaire » en deux actes appelé Tucindanska tragedija, La Tragédie de Tucindan.
Il est enterré dans le cimetière d'Almaš de Novi Sad, où son monument funéraire fait partie d'un ensemble de 30 tombes de personnalités historiques, culturelles et autres inscrites sur la liste des monuments culturels protégés de la République de Serbie (identifiant no SK 1589).